# Wandelnde Bohne
Die Wandelnde Bohne (Diapherodes gigantea) ist eine im mittelamerikanischen Raum, insbesondere in Grenada und St. Vincent heimische Art aus der Ordnung der Gespenstschrecken (Phasmatodea). Auch für diese Art ist gelegentlich der Name Riesengespenstschrecke zu finden, der aber nicht eindeutig ist, da er für verschiedene größere Gespenstschreckenarten verwendet wird.

## Merkmale
Der Trivialname Wandelnde Bohne bezieht sich auf den Habitus adulter Weibchen. Diese sind leuchtend hellgrün gefärbt und mit 13 bis 19 Zentimeter Länge deutlich größer als die Männchen. Ihre Fühler überragen die Vorderbeine um gut ein Drittel. Sowohl die Vorderflügel, hier als Tegmina ausgebildet, als auch die noch kleineren Hinterflügel sind bei ihnen stark reduziert. Männliche Tiere sind nach der Häutung zur Imago zunächst noch eher grün, dunkeln aber in den folgenden Tagen nach und sind dann eher braun gefärbt. Sie erreichen eine Länge von 10 bis 11 Zentimetern. Ihre Fühler sind ebenfalls deutlich länger als die Vorderbeine. Die Vorderflügel sind ebenfalls nur als schuppenförmige Tegmina ausgebildet und bedecken die Basis der Hinterflügel, welche ihrerseits gut zwei Drittel des Hinterleibs (Abdomen) bedecken. An den Vorderrändern von Vorder- und Hinterflügeln findet sich ein beiger Streifen, der bei angelegten Flügeln zu einer kurzen hellen Seitenlinie verschmilzt.

## Fortpflanzung
Die befruchteten Weibchen lassen ihre braunen Eier auf den Boden fallen. Diese haben eine sehr zerklüftete, stark an Borke erinnernde Hülle (Exochorion), sind gut fünf Millimeter lang und mehr als drei Millimeter breit. Die Mikropylarplatte hat die Form eines auf dem Kopf stehenden Herzens. Aus den Eiern schlüpfen etwa zwei Zentimeter lange grüne Nymphen, die in fünf bis sechs Monaten zu erwachsenen Tieren heranwachsen. Sämtliche Nymphenstadien, auch die der männlichen Tiere, sind grün gefärbt. Ausgewachsene Tiere werden sechs bis acht Monate alt. Wie von vielen anderen Gespenstschrecken ist auch von der Wandelnden Bohne das Auftreten von Halbseitenzwittern, sogenannten Gynandern bekannt.

## Systematik
Die Wandelnde Bohne wurde 1773 erstmals von Dru Drury als Mantis gigas beschrieben. Im Jahr 1789 wurde dieser Name von Johann Friedrich Gmelin in Mantis gigantea geändert. George Robert Gray errichtete 1835 die Gattung Diapherodes in welche er die Art als Typusart überstellte, allerdings zunächst unter dem alten Artepitheton als Diapherodes gigas. In den folgenden Jahren wurde die Art fälschlich unter weiteren Namen beschrieben, was zu mehreren Synonymen führte. Zeitweilig wurde auch Diapherodes angulata (Syn. = Mantis angulata Fabricius, 1793; später auch Phasma angulata, Cyphocrana angulata) als Synonym geführt. James Abram Garfield Rehn & Morgan Hebard beschrieben 1938 mit Diapherodes gigantea dominicae eine Unterart zur Nominatform. Frank Hennemann et al. revalidisierten 2016 Diapherodes angulata, standen Diapherodes gigantea dominicae den Artstatus zu, die somit zu Diapherodes dominicae wurde und beschrieben mit Diapherodes gigantea saintluciae eine Unterart aus St. Lucia. Somit ergibt sich folgende Systematik:
- Diapherodes gigantea gigantea (Gmelin, 1789)

(Syn. = Cyphocrana cornuta Le Peletier  & Serville, 1827)
(Syn. = Mantis gigas Drury, 1773; später Diapherodes gigas)
- Diapherodes gigantea saintluciae Hennemann, Conle & Perez-Gelabert, 2016

## Terrarienhaltung
Die Art ist im Terrarium mit Blättern von Rosengewächsen (Rosaceae), aber auch von Buchen, Eichen, Esskastanien, Wildem Wein etc. zu ernähren. Temperaturen über 25 °C sollten vermieden werden. Insbesondere frisch geschlüpfte und jüngere Nymphen sollten eher kühl bei Temperaturen von maximal 20 °C gehalten werden, um hohe Ausfälle zu vermeiden. Diapherodes gigantea wurde 2002 aus Grenada eingeführt und von der Phasmid Study Group mit der PSG-Nummer 260 belegt.

## Bilder

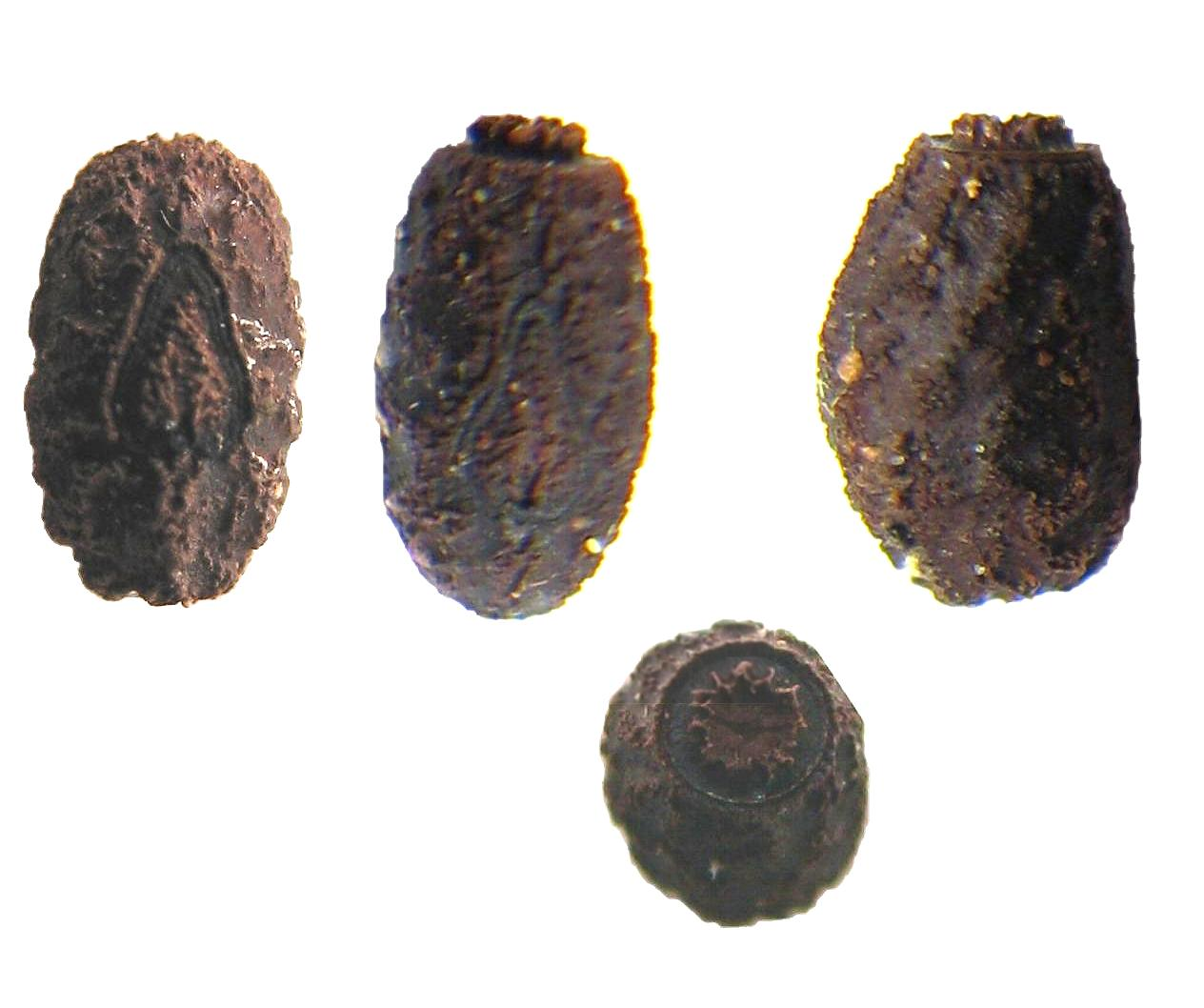
Eier, links zwei von dorsal, rechtes von lateral, das darunter von oben
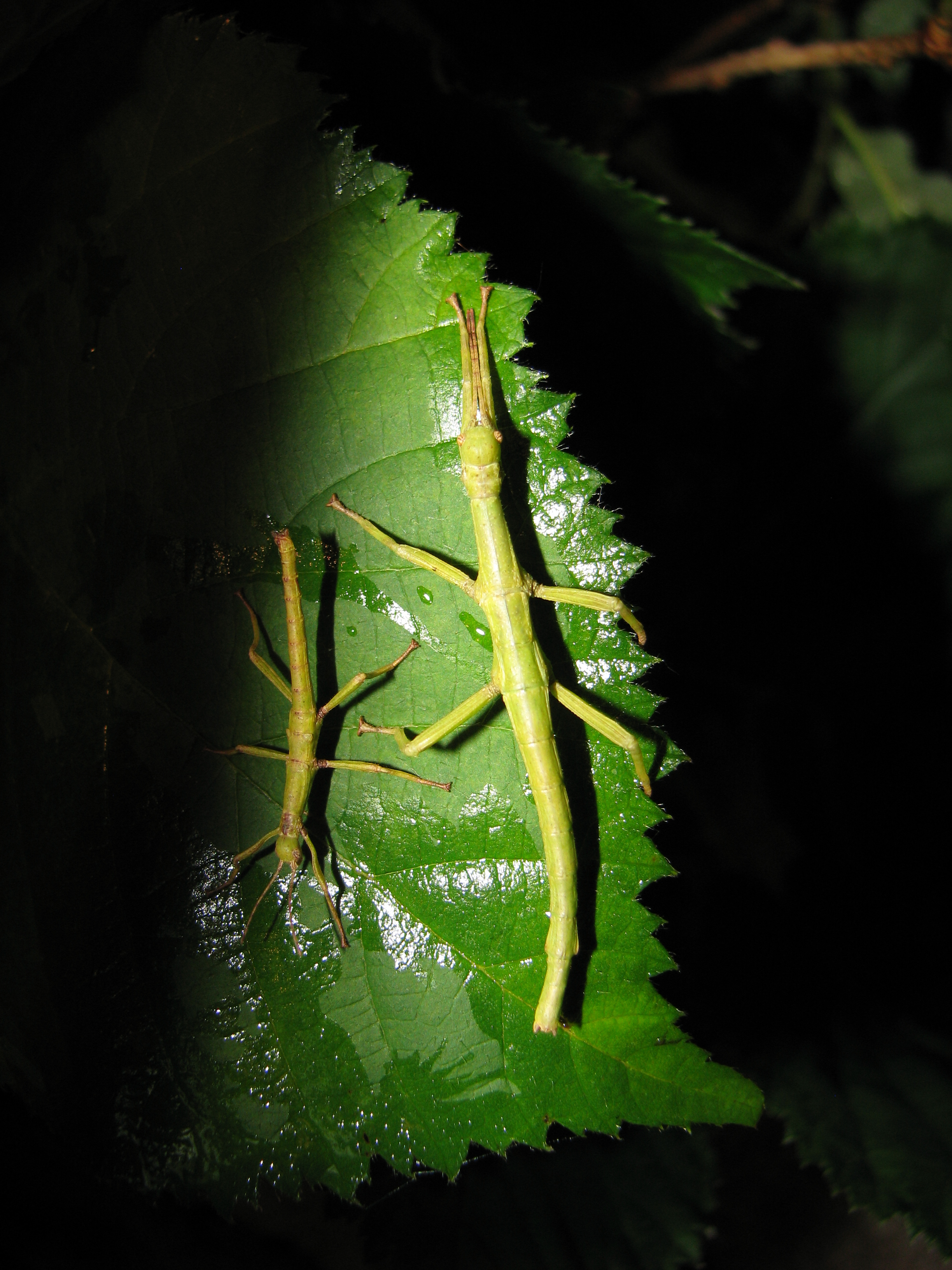
L1 und L3 Nymphe
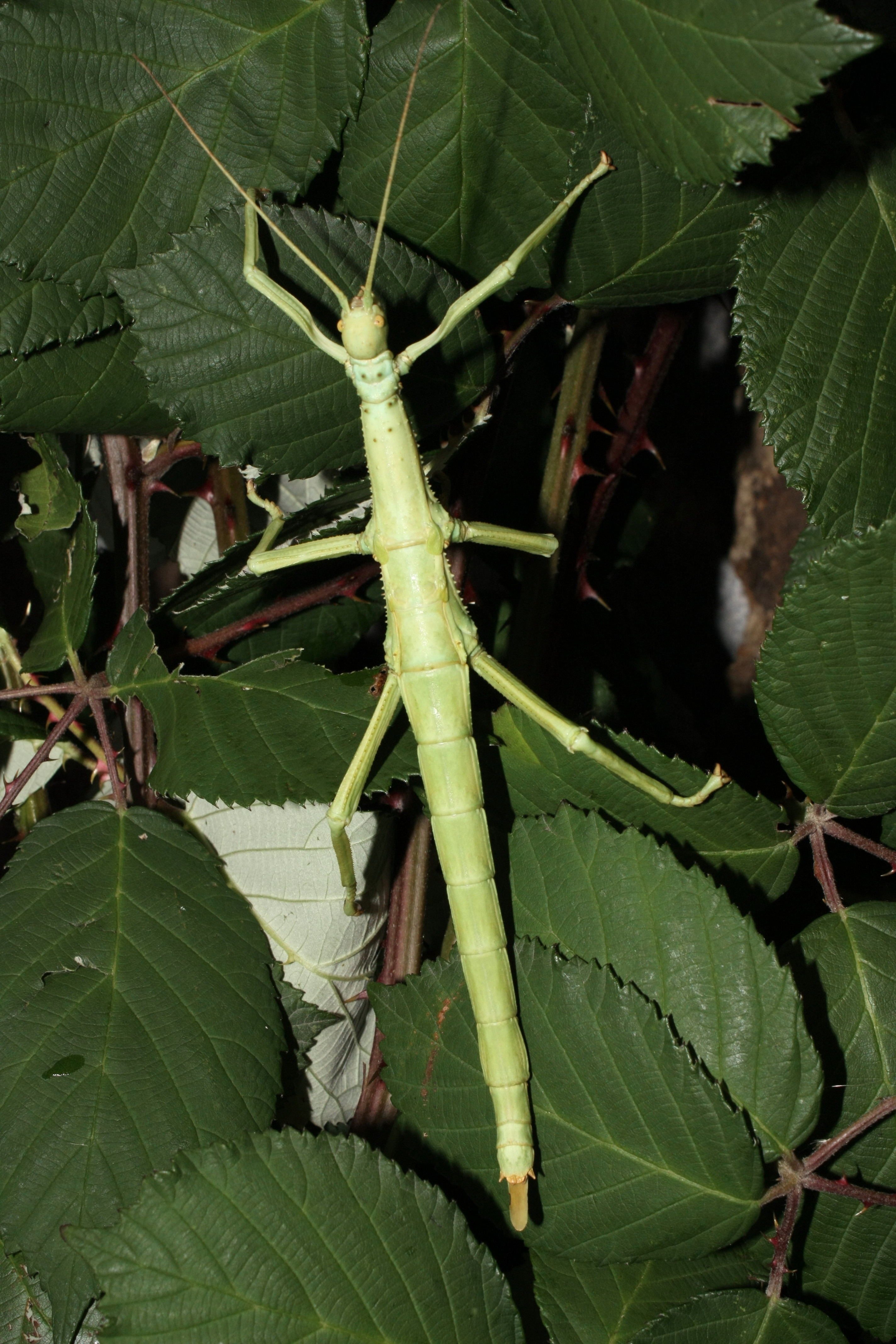
Subadultes Weibchen
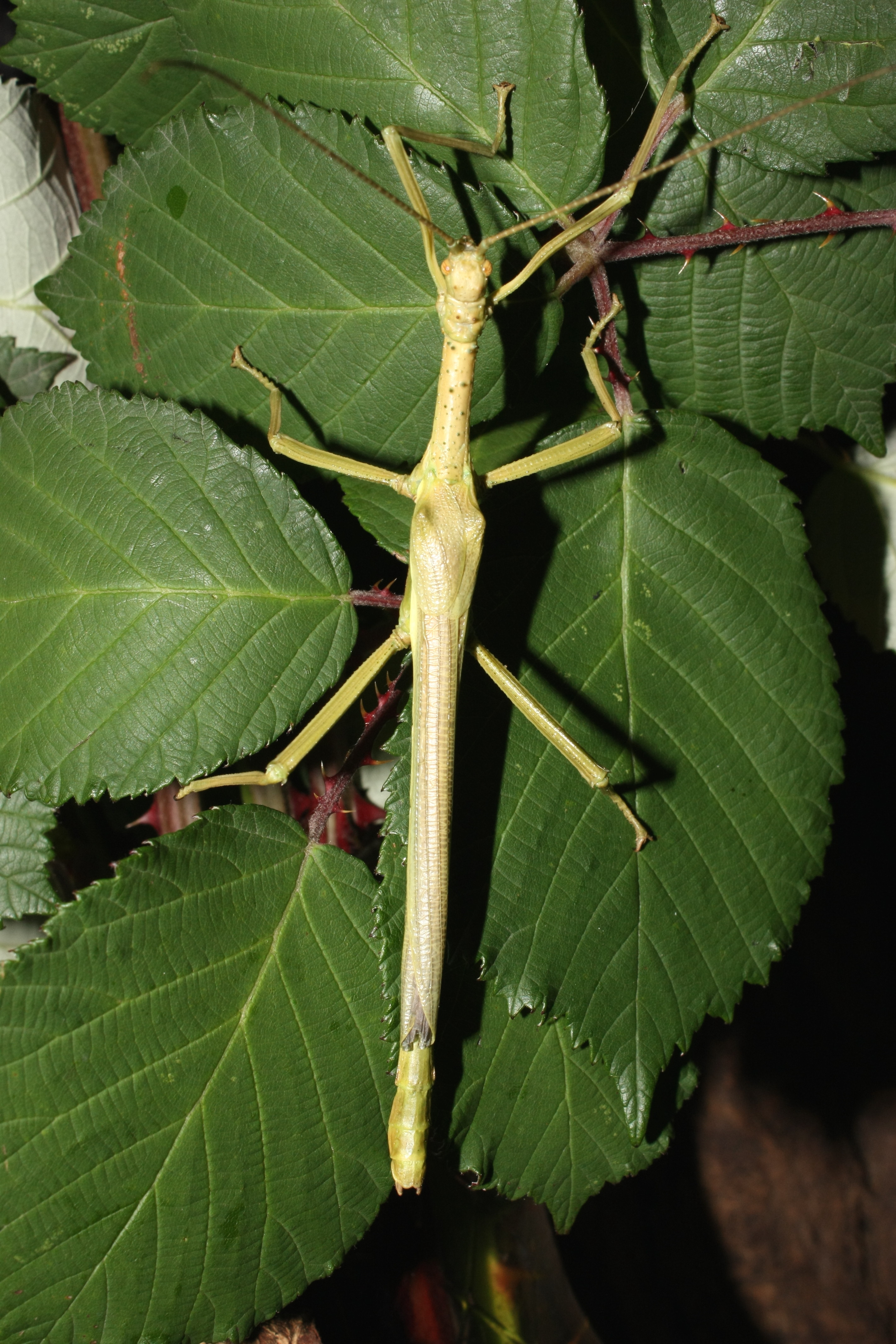
Frisch adultes Männchen